# Casa Ordeig
La Casa Ordeig es un edificio de viviendas de la ciudad de Valencia (España), sito en la plaza del Mercat número 13, esquina con calle Ramilletes, en el centro histórico de la ciudad. Se trata de un edificio residencial plurifamiliar de estilo modernista valenciano construido en el año 1907, obra del arquitecto valenciano Francisco Mora Berenguer.

## Edificio
El arquitecto Francisco Mora Berenguer lo construyó por encargo de F. Ordeig para albergar su propia vivienda particular. El primer proyecto data de 1907 aunque fue sustituido por otro de revival neogótico en 1908.
El edificio consta de planta baja y cuatro plantas, contando con el entresuelo. Destacan en la fachada principal los miradores tripartitos de la segunda y tercera planta, con columnas y decoración en la parte superior. En la tercera planta se halla un balcón con profusa decoración en la parte superior. El edificio está rematado por una torre neogótica, con pilastras a modo de almenas, esgrafiado de estilo modernista, rosetones y una barandilla con forja de hierro con decoración vegetal que remata la torre.
En la parte lateral del edificio se encuentra también esgrafiado modernista en varias alturas y está rematado igualmente por almenas de estilo neogótico.